# Système de Cantareira
Le système de Cantareira est un immense système d'alimentation en eau, administré par la société publique brésilienne Sabesp, approvisionnant en eau douce l'agglomération de São Paulo, au Brésil. Le système est composé de six lacs de barrage, alimentés par les précipitations et les cours d'eau, connectés par un système de canaux et équipés de stations d'épuration.

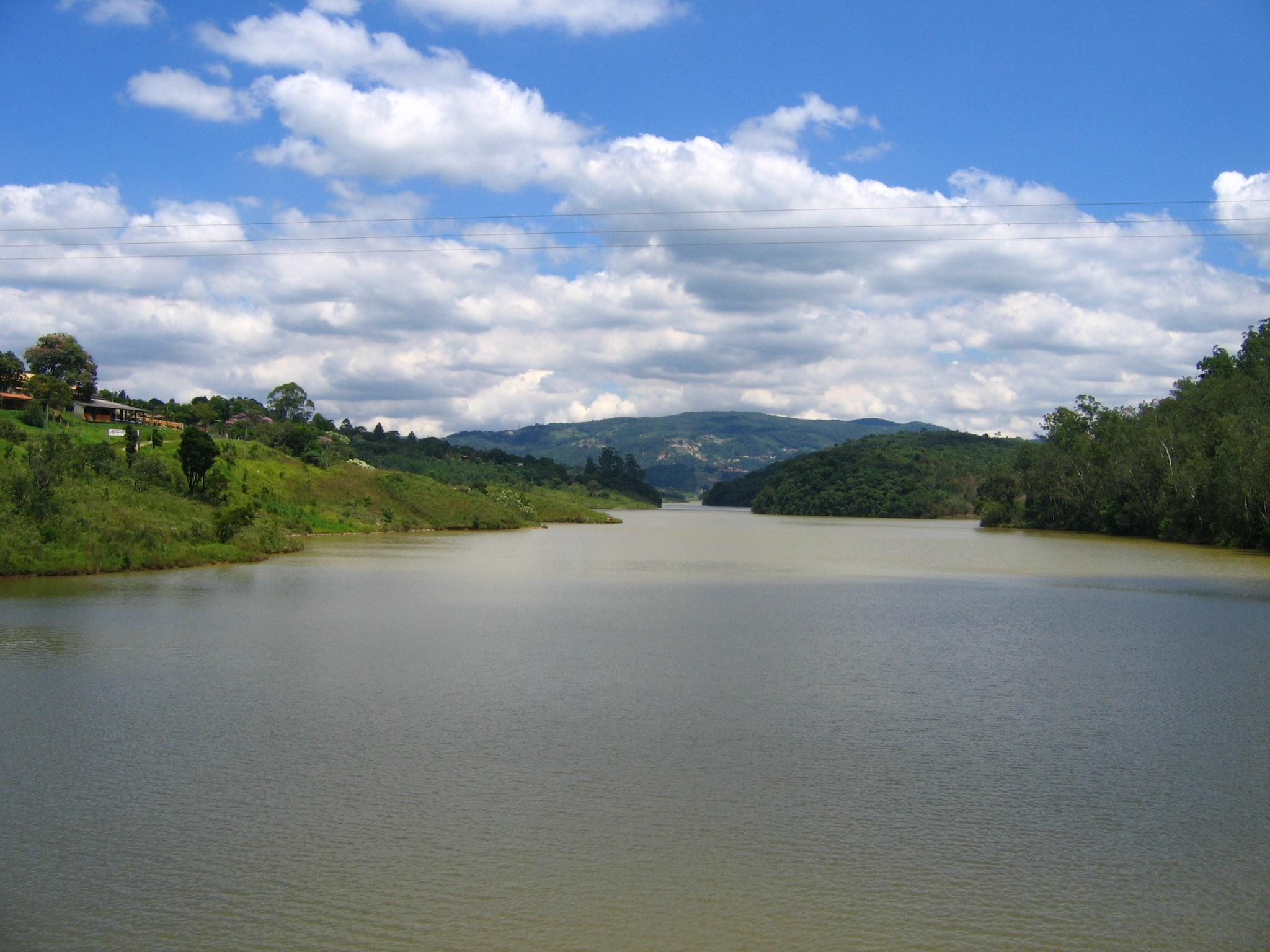
Barrage Paulo de Paiva Castro.